# 蔣國
蒋国，（约公元前1040年－前617年）西周一侯国。周公旦之四子伯龄，被封在蒋地（今河南省固始县东北蒋集）为蒋国。蒋伯龄之后代以国名为姓。公元前617年，蒋国被楚穆王所灭。
据考证，蒋国故都位于今河南省淮滨县的期思镇境内。